# Ines Grosche
Ines Grosche (* 8. April 1928 in Dresden) ist eine ehemalige deutsche Parteifunktionärin der Christlich-Demokratischen Union Deutschlands. Sie war von 1971 bis 1990 Abgeordnete der Volkskammer der Deutschen Demokratischen Republik (DDR).

## Leben
Ines Grosches Vater war Meteorologe. Sie besuchte die Oberschule mit Abitur. 1948 trat sie in die Christlich-Demokratische Union Deutschlands (CDU) und 1950 in den Freien Deutschen Gewerkschaftsbund ein. Als Schriftführerin in der CDU-Ortsgruppe Leipzig lernte sie 1948 ihren künftigen Mann kennen.
Von 1947 bis 1952 studierte sie Pädagogik an der TH Dresden und der Karl-Marx-Universität Leipzig (KMU) mit dem Abschluss als Oberstufenlehrerin. Von 1952 bis 1970 übte sie eine Lehrtätigkeit an den Fachschulen für Elektrotechnik und Maschinenbau Dresden und für Bauwesen in Leipzig, dann an der Erweiterten Thomas-Oberschule Leipzig aus.
Von 1965 bis 1968 gehörte sie dem Bezirksvorstand Leipzig der Gewerkschaft Unterricht und Erziehung an, war von 1963 bis 1971 Abgeordnete des Bezirkstages Leipzig und Mitglied der Ständigen Kommission Bildung und Erziehung des Bezirkstages. Sie wurde 1968 Dr. paed. und  1979 Dr. sc. paed. Von 1970 bis 1979 war sie Lektorin an der Sektion Physik der KMU Leipzig. Ab 1964 war sie Mitglied des CDU-Bezirksvorstandes Leipzig. Von 1965 bis 1970 arbeitete sie als Fachrichtungsleiterin in der Abteilung Volksbildung beim Rat des Bezirkes Leipzig. Von 1975 bis 1976 und von 1980 bis 1981 besuchte sie die Marxistische Abendschule der KMU Leipzig mit dem Abschluss „Fakultas docendi“ (Lehrbefähigung). 
Im November 1971 wurde sie erstmals in die Volkskammer gewählt und gehörte bis 1990 der CDU-Fraktion an. Ab 1976 war sie Mitglied des Ausschusses für Auswärtige Angelegenheiten und gehörte somit zu den beiden weiblichen CDU-Abgeordneten, die jemals in diesem Ausschuss mitgearbeitet haben. Am 25. Juni 1981 wurde sie zum Mitglied der
Interparlamentarischen Gruppe der DDR gewählt.

## Auszeichnungen
- Ehrentitel Verdienter Aktivist
- 1963 Verleihung des Titels  Studienrat
- Ehrennadel der Gesellschaft für Deutsch-Sowjetische Freundschaft
- Ehrennadel des Demokratischen Frauenbundes Deutschlands
- Dr.-Theodor-Neubauer-Medaille in Bronze
- Pestalozzi-Medaille in Gold und in Silber
- Verdienstmedaille der DDR
- 1970 Otto-Nuschke-Ehrenzeichen in Silber und 1983 in Gold
- 1970 Vaterländischer Verdienstorden in Bronze und 1988 in Silber
- 1976 Ehrenmedaille der Nationalen Front